# ロンドン・カレッジ・オブ・ファッション
ロンドン・カレッジ・オブ・ファッション(London College of Fashion)は、ロンドン芸術大学(University of the Arts London)の中のカレッジの一つでイギリスで唯一のファッション、スタイル、メイク系の専門大学。 
ロンドン・カレッジ・オブ・ファッションは非常に多岐にわたるコースとプログラムを通じて刺激に満ち、刻々と移り変わるファッション業界の広く多様な可能性を学生に提供することを目的としている。

## 出身者
- ジミー・チュー - シューズデザイナー
- J.W.アンダーソン - ファッションデザイナー
- シャーロット・オリンピア - シューズ、アクセサリーデザイナー
- アンジェラ・バトルフ　Angela Buttolph - ジャーナリスト
- Lindka Cierach - ファッションデザイナー
- エリン・オコナー　Erin O'Connor - モデル
- Kirsty Gallacher - Sports presenter
- Harriet Jagger - ジャーナリスト
- Nicola Jeal - ジャーナリスト
- Andrew Ramroop - テイラー
- Bibi Russell - ファッションデザイナー
- Rachel Stevens - Popstar
- アレック・ウェックAlek Wek - スーパーモデル